# Thomasville (Alabama)
Thomasville é uma cidade localizada no estado americano de Alabama, no Condado de Clarke.

## Demografia
Segundo o censo americano de 2000, a sua população era de 4649 habitantes. Em 2006, foi estimada uma população de 4569, um decréscimo de 80 (-1.7%).

## Geografia
De acordo com o United States Census Bureau, o local tem uma área de 22,7 km². Thomasville localiza-se a aproximadamente 65 m acima do nível do mar.

## Localidades na vizinhança
O diagrama seguinte representa as localidades num raio de 40 km ao redor de Thomasville.